# Moravský kulatý stůl
Moravský kulatý stůl je organizace založená pro lepší spolupráci promoravských subjektů. Jejich členy jsou výhradně organizace, jejichž cíle se shodují se Základní listinou MKS. Předsedou spolku je Ing. Milan Trnka a místopředsedou spolku je Jiří Kolářský.

## Historie
Nápad volného sdružení promoravských aktivistů vznikl z iniciativy tehdejšího předsedy strany Moravané Milana Trnky a předsedy MNO Jaroslava Krábka (o něco podobného se snažilo již Moravské a Slezské informační centrum). Promoravské subjekty si navzájem vyčítali, že si připravili ve stejnou dobu akci zaměřenou na stejné téma, a proto byl MKS založen, aby nedocházelo dále k takovému plýtvání sil moravského hnutí. Zakládající schůze MKS se konala 6. října 2011, které se účastnily subjekty Moravané, Moravská národní obce, Moravský národní kongres, Moravskoslezská akademie pro vzdělání, vědu a umění, Společnost pro Moravu a Slezsko, Morava nejsou Čechy, Královský řád moravských rytířů svatého Rostislava a Kolumbana a Mladí Moravané.

## Činnost MKS
Moravský kulatý stůl se zaměřuje na spolupráci promoravských subjektů, které zasedají na sněmech MKS. Kromě toho sám Moravský kulatý stůl organizuje některé akce, jako např. Akademická konference Morava 1918.

## Současní členové
| Číslo | Jméno organizace                                                     |
| ----- | -------------------------------------------------------------------- |
| 1.    | Královský řád Moravských rytířů svatého Rostislava a Kolumbana, o.s. |
| 2.    | Království Králického Sněžníku                                       |
| 3.    | Mladí Moravané                                                       |
| 4.    | Moravská krajina                                                     |
| 5.    | Moravané z Bošovic                                                   |
| 6.    | Moravskoslezská akademie pro vědu a umění                            |
| 7.    | Moravský historický klub                                             |
| 8.    | Politická strana Moravané                                            |
| 9.    | Spolek moravských karavanistů                                        |
| 10.   | Sdružení monarchistů Brno                                            |

| Číslo | Jméno organizace           |
| ----- | -------------------------- |
| 1.    | Moravské zemské hnutí      |
| 2.    | Morava nejsou Čechy        |
| 3.    | Moravská národní obec      |
| 4.    | Kruh rodů Moravy a Slezska |